# John Augustus Roebling
John Augustus Roebling (Mühlhausen, 12 de junio de 1806 - Brooklyn, Nueva York, 22 de julio de 1869) fue un ingeniero civil estadounidense de origen alemán, pionero en el diseño y construcción de puentes colgantes, entre los que se incluye el puente de Brooklyn en Nueva York.

## Biografía
Educación en Prusia
Hijo de Christoph Polykarpus Röbling (escrito en su grafía alemana), modesto propietario de una tienda de tabaco, Roebling recibió su primera educación en el gimnasium de su ciudad natal, Mülhausen, dando muestras tempranas de su talento para las matemáticas y las ciencias. Gracias al interés de su madre (Friederike Theresa Röbling), recibió clases en Erfurt, y en 1824 comenzó sus estudios de arquitectura e ingeniería en Berlín, recibiendo una completa formación multidisciplinar que incluía idiomas y filosofía, asistiendo a las conferencias del filósofo Hegel. Años después, sus diversos intereses se plasmaron en un tratado de mil páginas acerca de sus propias ideas sobre el universo.
En 1829, tras un contrato de cuatro años dedicado a la construcción de calzadas militares en Westfalia, estaba preparando su tesis final para titularse como ingeniero, pero nunca llegó a presentarla.
Traslado a los Estados Unidos
Impulsado por la penuria provocada en Prusia por las Guerras Napoleónicas, llegó a los Estados Unidos en 1831, acompañado por su hermano Carl y por el utopista tecnológico Johann Adolphus Etzler, del que se separarían muy pronto, tras emprender en el Condado de Butler (Pensilvania) un asentamiento alemán, llamado Saxonburg, donde todavía se conserva la casa de Roebling.

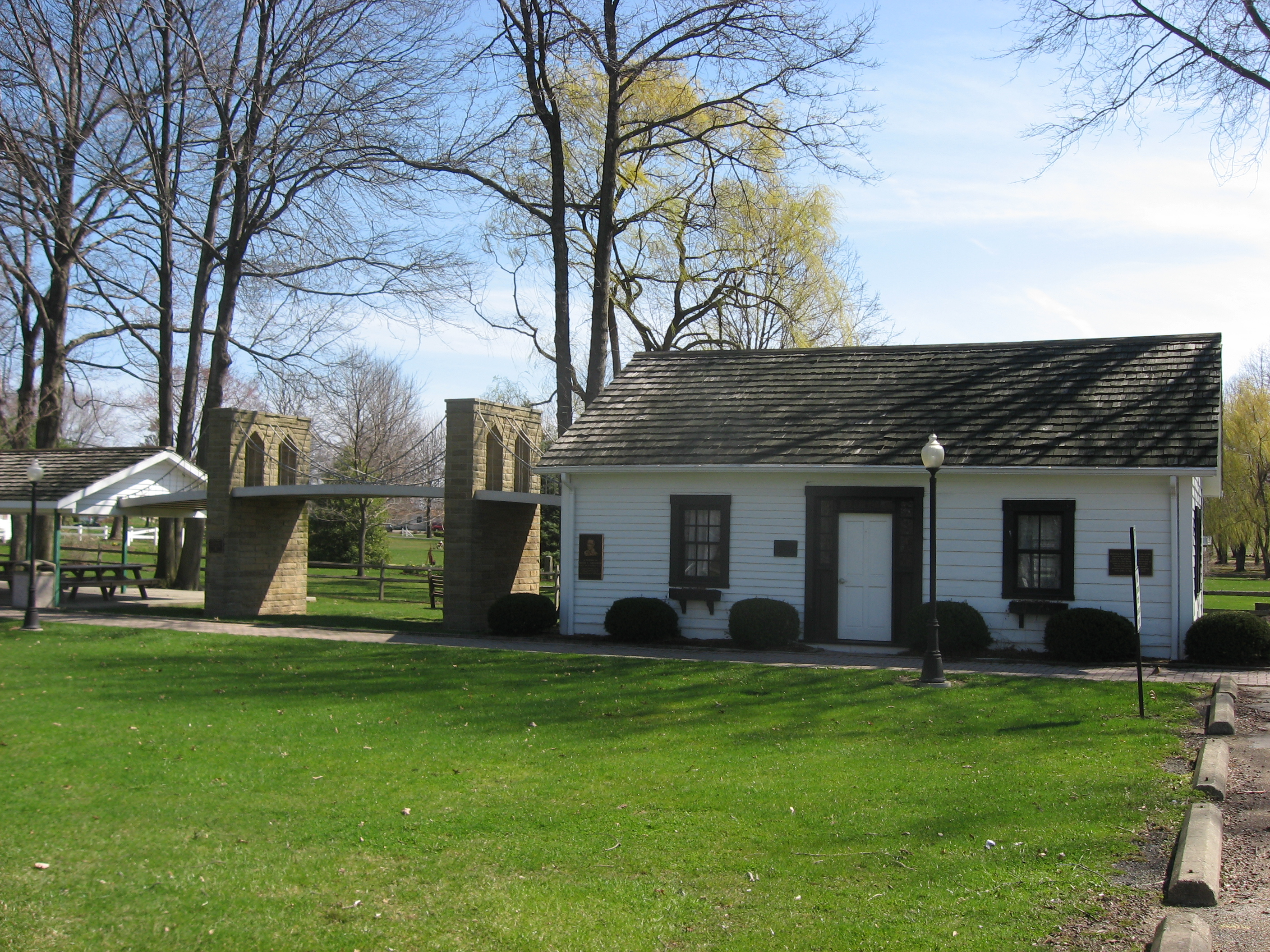
Roebling's Shop en Saxonburg (Pensilvania)

Después de cinco años insatisfactoriamente dedicado a la agricultura, se casó con Johanna Herting, hija de un sastre. Con el nacimiento de su primer hijo y la muerte de su hermano, Roebling volvió a interesarse por la ingeniería, coincidiendo con el creciente auge de la construcción de infraestructuras de transporte en EE. UU., trabajando en la mejora de canales y en obras de ferrocarril.
Ya en 1840, se puso en contacto con el ingeniero Charles Ellet, Jr., ofreciéndole su colaboración para el diseño de un puente colgante cerca de Filadelfia.
Fabricante de cable de acero y constructor

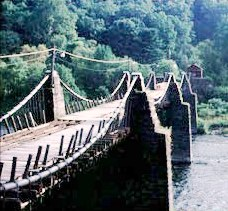
Acueducto de Delaware antes de su restauración en 1986, mostrando los cables de suspensión originales

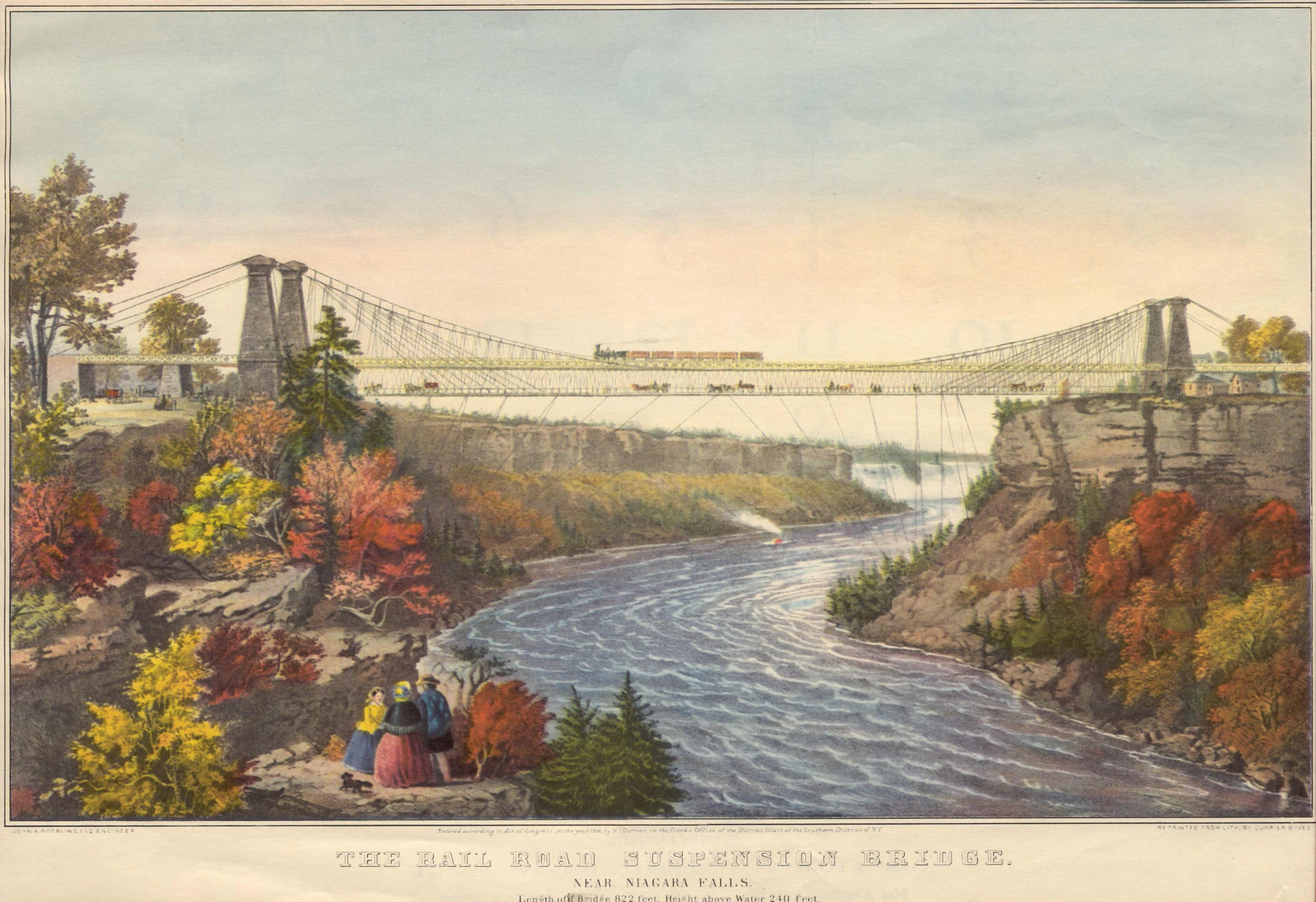
Litografía coloreada a mano del puente de Roebling en el río Niágara

Conocedor de los problemas con las maromas de cáñamo para el remolque de barcazas (debido a sus anteriores trabajos en los canales de Filadelfia), y con la idea de sustituirlas por un material más duradero, Roebling comienza a fabricar cable de acero en su granja de Saxonburg en 1841.
A partir de 1844, gana varios contratos para la realización de estructuras colgantes (un puente y un acueducto en Pittsburgh, y otros cuatro acueductos en Delaware), y traslada su fábrica de alambre a Trenton (Nueva Jersey), transformándola en una gran instalación industrial.
En 1851 construye a lo largo de cuatro años un puente ferroviario (también para otros vehículos) sobre el río Niágara en Canadá de 251m. En este período emprende la construcción de un segundo puente en Kentucky, que se suspendió por problemas financieros y se concluyó posteriormente con una celosía metálica. El puente colgante de Pittsburgh, de 314 m de longitud total, lo completó en 1859.
Puente de Cincinnati
La guerra civil americana trajo un cese temporal de la actividad de Roebling. Sin embargo, en 1863 la construcción se reanudó en un puente sobre el río Ohio en Cincinnati, que había comenzado en 1856 y que se detuvo debido a la falta de financiación; el puente se terminó en 1867. El puente de Cincinnati-Covington, más tarde conocido como Puente colgante John A. Roebling, era el puente colgante más largo del mundo en el momento en que se terminó, con 322 m de luz.

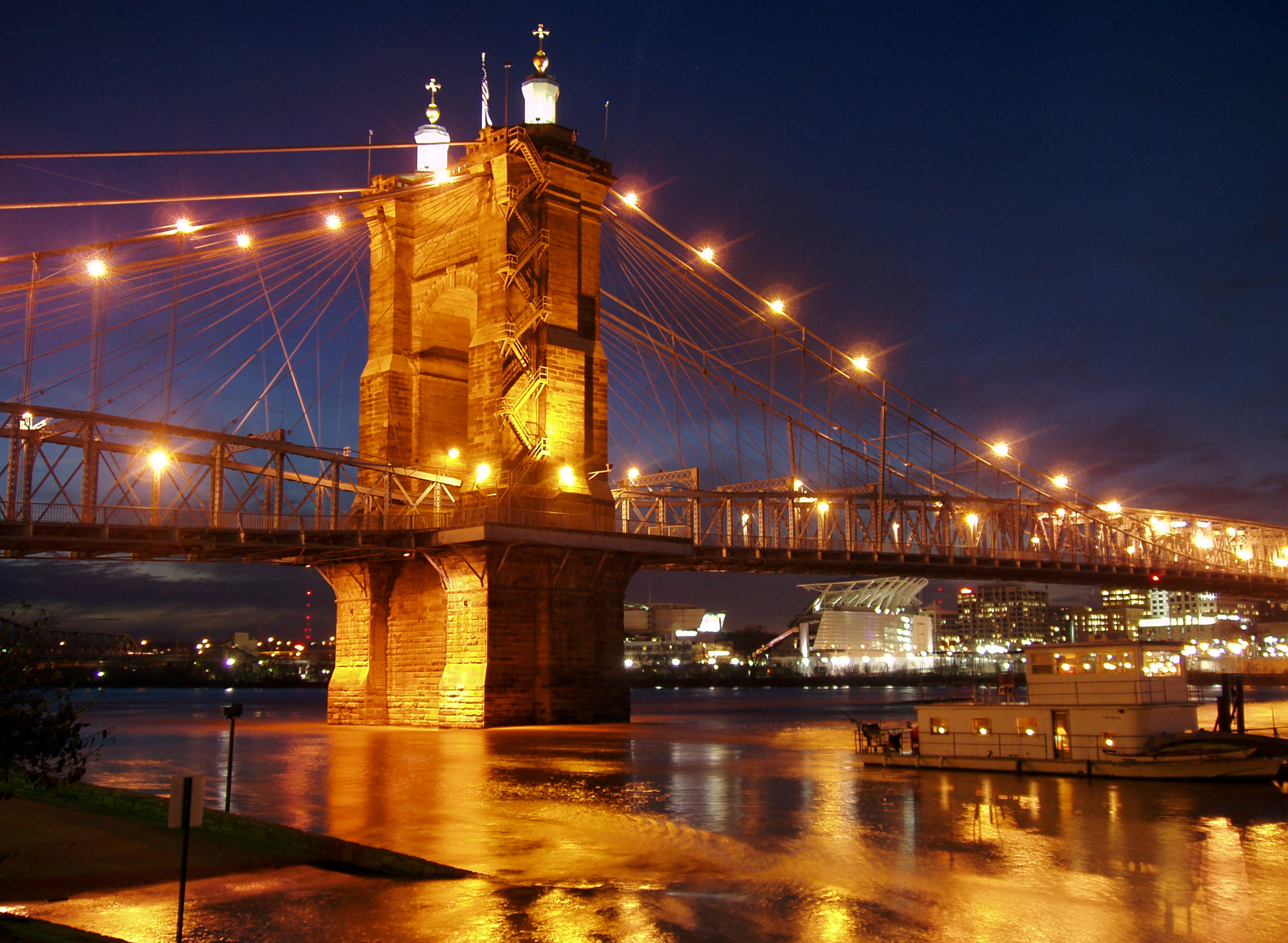
Vista nocturna del Puente colgante John A. Roebling sobre el río Ohio en Cincinnati
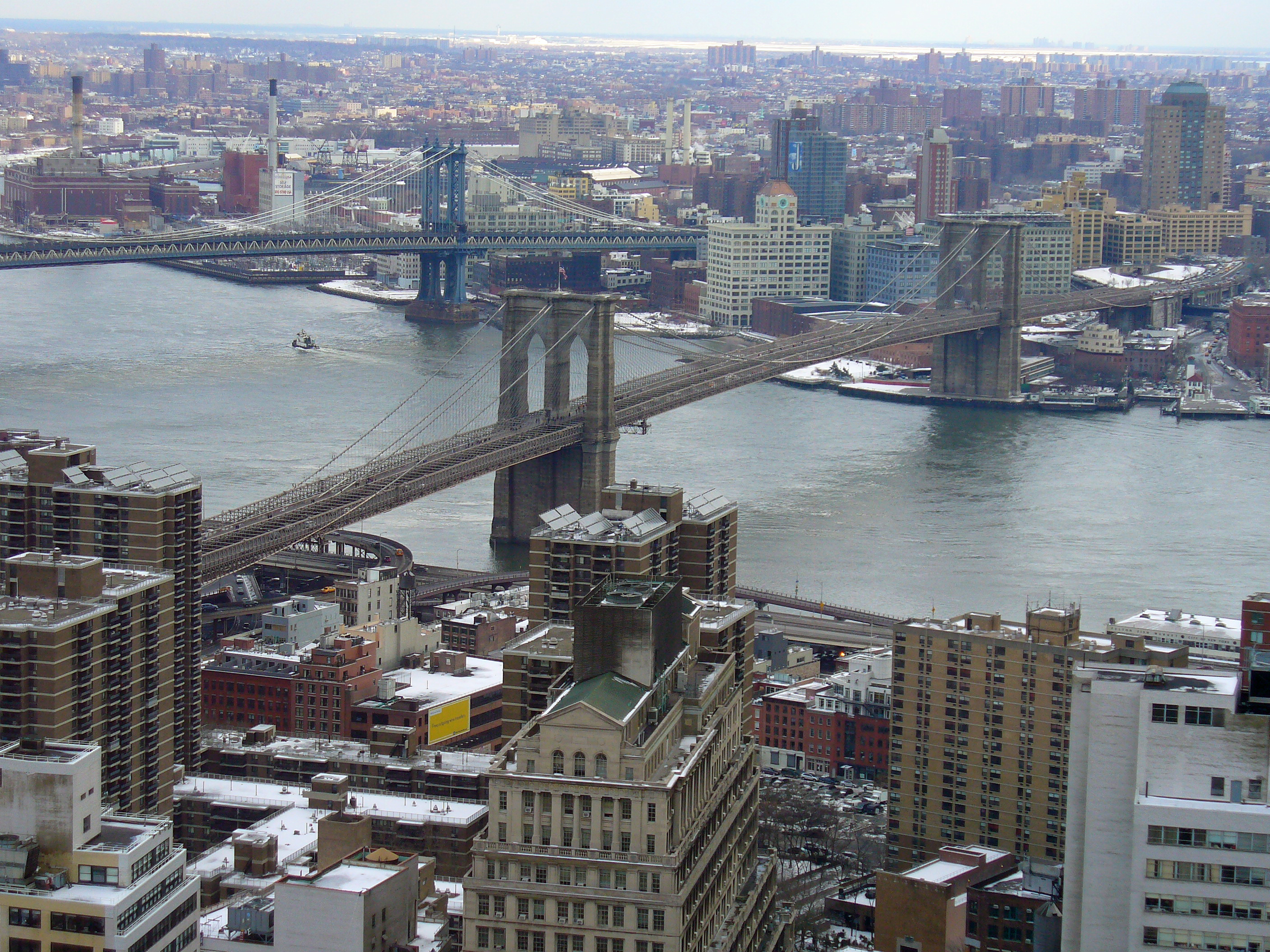
Puente de Brooklyn

Puente de Brooklyn, su obra póstuma
En 1867 Roebling comenzó el diseño del puente de Brooklyn (con una luz de 486.3 m), que cruza el East River en Nueva York. Un día de 1869, cuando estaba en el borde de un muelle trabajando en la fijación de la ubicación donde se construiría el puente, su pie fue aplastado por un ferry que estaba atracando. Los dedos del pie heridos le fueron amputados. Se negó a recibir tratamiento médico, pretendiendo curarse el pie mediante la "terapia de agua" (vertiendo agua continuamente sobre la herida). Su estado se deterioró irreversiblemente, y sucumbió por una infección de tétanos 24 días después del accidente. Roebling está enterrado en el Riverview Cemetery de Trenton (New Jersey).
Su hijo, Washington Roebling continuó la obra hasta su finalización en 1883; quedando a su vez incapacitado desde 1872 por el síndrome de descompresión, siendo finalmente la esposa de éste, Emily Warren Roebling, quien llevó la dirección efectiva de la ejecución del puente.

## Honores

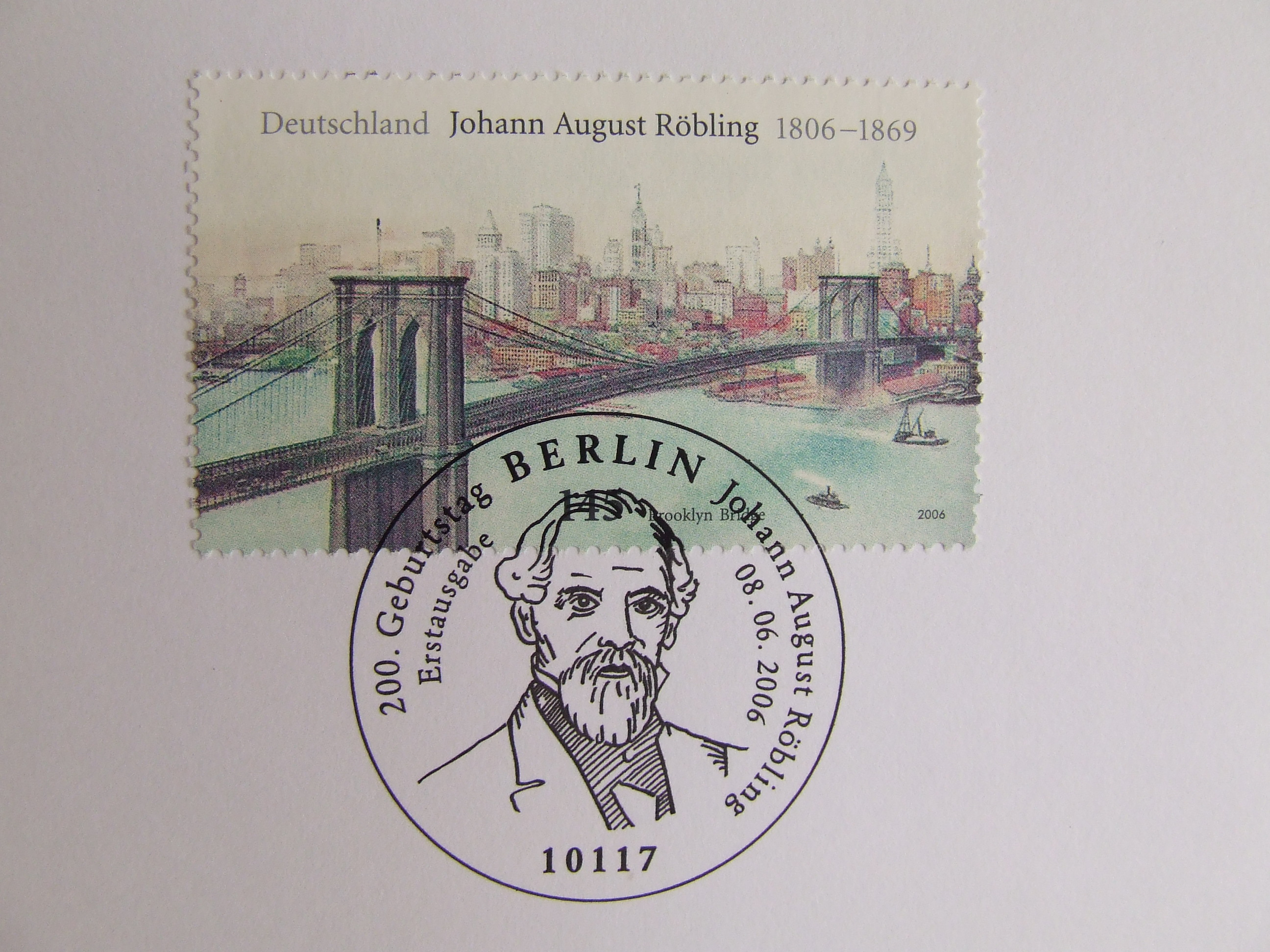
Sello alemán conmemorativo de Roebling del año 2006

- En el año 2006, el Servicio Postal de Alemania conmemoró el 200 aniversario del nacimiento de Roebling con un sello.
- Una escuela de Mulhaüsen, su localidad natal, se llama "John-August-Roebling-Schule" en su honor.